# Max von Basse
Max von Basse est un général allemand durant la Seconde Guerre mondiale.

## Biographie
Il entre dans l'armée en 1902 au 13e régiment d'infanterie. En 1910, il est détaché militaire à Münster. Durant la Première Guerre mondiale, il est blessé en 1917 et reste 15 mois en convalescence. 
Au début de la Seconde Guerre mondiale, il est chef de région, puis de 1940 à 1943, il est membre de l'état major du 8e corps d'armée (Allemagne). Le 31 juillet 1943, il devient commandant du 12e corps d'armée (Allemagne). 
Ses deux fils, officiers, Diederich et Bobst, sont morts durant la seconde guerre mondiale.